# Engomegoma
Engomegoma é um género monotípico de plantas com flores pertencentes à família Olacaceae. A única espécie é Engomegoma gordonii.
A sua área de distribuição nativa encontra-se na África Central Tropical Ocidental.